# بستری از گل‌های رز (فیلم ۱۹۹۶)
بستری از گل‌های رز (به انگلیسی: Bed of Roses) فیلمی محصول سال ۱۹۹۶ و به کارگردانی مایکل گلدنبرگ است. در این فیلم بازیگرانی همچون کریستین اسلیتر، مری استوارت مسترسون، پاملا ادلون، جاش برولین، دبرا مانک، مری آلیس، کنت کرانام، الی وکر، نیک تیت و اس. ای. گریفین ایفای نقش کرده‌اند.